# Hanns R. Neumann Stiftung
Die Hanns R. Neumann Stiftung (HRNS) (engl.: Hanns R. Neumann Foundation) ist eine gemeinnützige Stiftung mit Sitz in Hamburg. Ihre Arbeitsschwerpunkte liegen in der Verbesserung der Lebensbedingungen von im Kaffeeanbau tätigen Kleinbauern und ihren Familien, dem Umweltschutz und der Förderung der Perspektiven junger Menschen.

## Geschichte
Die HRNS wurde 2005 von der Familie von Michael R. Neumann gegründet. Zum zehnten Jubiläum wurde das Stiftungskapital Anfang des Jahres 2016 von 17,5 Millionen Euro auf 30 Millionen Euro erhöht. Laut Neumann arbeitet die Stiftung unabhängig von der Neumann Kaffee Gruppe.

## Büros
Die Stiftung hat Büros in Guatemala, Brasilien, Äthiopien, Tansania und Indonesien. Die Stiftungszentrale befindet sich in Hamburg, Deutschland, und ein weiteres Büro gibt es in New York City, USA.
In den Ländern, in denen die Stiftung aktiv ist, arbeitet sie mit etablierten Strukturen und lokalen Mitarbeitenden.

## Programme

### Ziele, Tätigkeiten und Partnerorganisationen
Die HRNS führt Projekte und Programme in den Bereichen Kaffeeproduktion, Bauernorganisationen, Jugend, Umwelt und Klima durch, mit dem Ziel, die Lebensbedingungen von Kaffeebauern und ihren Familien zu verbessern, sowie die Umwelt zu schützen und junge Menschen weltweit zu fördern.
Partnerschaften bestehen nach eigenen Angaben mit verschiedenen öffentlichen und privaten Gebern wie USAID, Smuckers, Inter-American Development Bank, Nestlé, Tim Hortons, Swedish International Development Cooperation Agency und Deutsche Gesellschaft für Internationale Zusammenarbeit. Zusätzlich wurden auch gemeinsame Projekte mit der Bill & Melinda Gates Foundation und der Jacobs Foundation umgesetzt.

### ICP und Initiative Coffee & Climate
Die HRNS führt die Projekte der International Coffee Partners GmbH (ICP) durch, eine Initiative, die 2001 von den Kaffeeunternehmen Lavazza (Italien), Löfbergs (Schweden), Paulig (Finnland), Tchibo (Deutschland) und Neumann Kaffee Gruppe (Deutschland) gegründet wurde. Seitdem haben sich Joh. Johannson (Norwegen), Franck (Kroatien) und Delta Cafés (Portugal) der Initiative angeschlossen.
Als Reaktion auf die Schäden, die die Hurrikane Iota und Eta im November 2020 in Mittelamerika verursacht hatten, richtete ICP einen Nothilfefonds in Höhe von 40.000 Euro ein. Die bereitgestellten Mittel kamen den betroffenen Familien in den westlichen Regionen von Guatemala und Honduras zugute.
Die ICP sprach sich 2024 dafür aus, die EU-Verordnung zur Entwaldung (EUDR) verzögert in Kraft zu setzen, um Kaffeebauern mehr Zeit zu gewähren, die neuen Regelungen umzusetzen.
Die HRNS arbeitet an der Initiative Coffee & Climate, die darauf abzielt, Kaffeebauern Instrumente zur Anpassung an den Klimawandel bereitzustellen. Im September 2024 präsentierte Coffee & Climate eine App, die Kleinbauern dabei unterstützen soll, klimafreundliche Kaffeeanbautechniken einzuführen. Die App wurde so entwickelt, dass sie auch in Gebieten mit geringer Bandbreite auf Smartphones, Tablets und Laptops genutzt werden kann.

### Weitere Projekte und Initiativen
Im Jahr 2006 startete die Hanns R. Neumann Stiftung ein Projekt in Tansania, das darauf abzielte, die Nachhaltigkeit im Kaffeeanbau bei Kleinbauern zu stärken. Der Schwerpunkt des Projekts lag auf der Förderung der Bauern durch Wissensvermittlung, der Förderung des Farmmanagements und der Geschlechtergerechtigkeit, dem Aufbau effizienter und inklusiver Bauernorganisationen (BOs) sowie der Verbesserung der Klimaanpassungsfähigkeit.
Im November 2018 finanzieren das deutsche Bundesministerium für wirtschaftliche Zusammenarbeit und Entwicklung (BMZ) gemeinsam mit der HRNS und weiteren privaten deutschen Stiftungen die Initiative namens Team Up. Ziel dieser Initiative ist es, junge Menschen in ländlichen Gebieten Ostafrikas zu unterstützen, damit sie ihre Lebensbedingungen verbessern können.
Von Oktober 2019 bis Dezember 2024 führte die HRNS ein Projekt in Amhara, Äthiopien, durch, das über 3000 Kaffeebauernhaushalte und damit insgesamt 15.000 Menschen zugutekam. Im Rahmen dieses Projekts wurden Schulungen für Landwirte durch sogenannte Feldschulen angeboten. Zudem wurde Geschlechtergerechtigkeit durch Seminare für Paare gefördert; gleichzeitig erhielten Jugendliche Unterstützung zur Einkommensgenerierung entlang der Kaffee-Wertschöpfungskette.
Im März 2021 trat die Stiftung der Cool Farm Alliance (CFA) bei, einer Initiative, die sich für eine nachhaltigere Landwirtschaft einsetzt.
In Uganda wird zudem ein Projekt zur Förderung der Gleichstellung von Männern und Frauen umgesetzt, das darauf abzielt, die Gleichberechtigung in landwirtschaftlichen Familien und Dorfgemeinschaften zu erhöhen.
Gemeinsam mit der Lavatera Stiftung errichtete die HRNS das Schulgebäude für die Mädchengrundschule im afghanischen Bazari. Das Gebäude wurde 2022 in Betrieb genommen und die Stiftungen übernahmen die Betriebskosten.
Zusammen mit der Internationalen Klimainitiative (IKI), dem Bundesministerium für Umwelt, Naturschutz, nukleare Sicherheit und Verbraucherschutz (BMUV), der Lavazza Group und der Unique Land Use GmbH leitet die HRNS das Projekt Restoring Degraded Coffee Landscapes. Dieses Projekt setzt sich für Aufforstung, den Erhalt von Waldlandschaften und lokale Maßnahmen gegen den Klimawandel im Yayo-Biosphärenreservat in Äthiopien ein.
Die HRNS hilft kleinen Kaffeeanbaubetrieben, ihre landwirtschaftlichen Systeme in Bezug auf Produktivität und Diversifizierung zu verbessern. Zu den Maßnahmen der Stiftung gehören das Pflanzen zusätzlicher Bäume, die Verbesserung der Bodenerhaltung und Wasserinfiltration sowie die Reduzierung der Verdunstung durch den Einsatz von Mulchkulturen wie dem Anbau von Hecken.